# Медаља за заслуге у областима одбране и безбедности
Медаља за заслуге у областима одбране и безбедности је било одликовање Савезне Републике Југославије и Државне заједнице Србије и Црне Горе. Медаља је установљена 4. децембра 1998. године доношењем Закона о одликовањима СРЈ. Медаља за заслуге у областима одбране и безбедности има један степен и додељује се за залагање у обављању дужности у овим областима.

## Изглед одликовања
Медаља за заслуге у областима одбране и безбедности израђена је од сребра у облику штита кружног облика, пречника 38мм. На лицу медаље је кружни ловоров венац од патинираног сребра, пречника 34мм. Преко венца су положена два укрштена средњовековна мача. На наличју медаље је представљен средњовековни штит по чијем ободу је рељефни кружни натпис: "За заслуге - одбрана и безбедност". У центру штита се налази рељефно кружно испупчење. Слободна површина између предвиђена је за гравирање имена и презимена одликованог лица и године доделе. Саставни део медаље је трака, ширине 20мм, сложена у облику петоугла, тако да су горња хоризонтална и две доње косе стране дуге по 22мм, а бочне стране по 42мм. Трака је црвене боје и има четири беле пруге, ширине 1,5мм и спојена је сребрном алком са медаљом.